# 2007-es pakisztáni szükségállapot

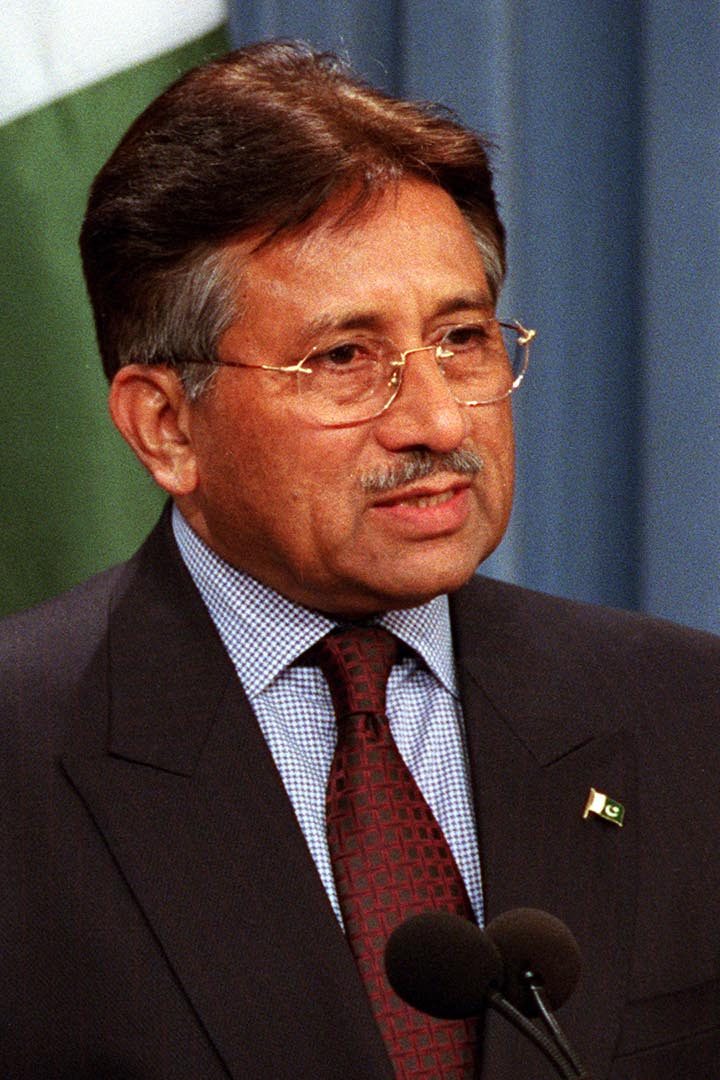
Pervez Musarraf Pakisztán vezetője 1999–2008 között

A 2007-es pakisztáni szükségállapotot Pervez Musarraf, az ország elnöke és a fegyveres erők főparancsnoka rendelte el 2007. november 3-án és 2007. december 15-én vonta vissza. Ezalatt az idő alatt az ország alkotmánya fel volt függesztve. Az akció és az erre adott válaszok általában kapcsolatba hozhatóak Musarraffal és az október 6-i újraválasztása körüli ellentmondásokkal.
Iftikhar Muhammad Chaudhry főbíró azonnal reagált a szükségállapot kihirdetésére, és létrehozott egy hétfős bizottságot, mely határozatában az akciót alkotmányellenessé nyilvánította és felszólította a fegyveres erőket, hogy ne engedelmeskedjenek semmiféle törvénytelen parancsnak. Ennek hatására a pakisztáni hadsereg 11. hadteste bevonult a legfelső bíróság épületébe, és eltávolította Chaudhryt és több más bírót, s letartóztatták őket.
A szükségállapot elején Tariq Azim Khan információs miniszter televíziós beszédében kijelentette, hogy a 2008 januárjára tervezett pakisztáni választásokat határozatlan időre elhalaszthatják. Később a választást 2008. február 15-re tűzték ki, amit maga Musarraf jelentett be. Néhány nappal később bejelentette, hogy a választást 2008. január 9-én vagy néhány nappal előbb megrendezik. A választást végül 2008. január 8-án tartották.
Már korán bejelentették, hogy a szükségállapot november végéig vagy december elejéig fog tartani. Miután november 29-én második elnöki ciklusára is megválasztották Musarrafot, rögtön bejelentette, hogy a szükségállapot 2007. december 16-áig fog tartani, bár a szükséghelyzet egy nappal korábban, 2007. december 15-én befejeződött, amit szintén Musarraf jelentett be.

## Háttér
A 2007-es elnökválasztáshoz közeledve a választási megbízott Pervez Musarraf tábornokot jelölte elnöknek a következő választásra. Egyik ellenfele, a nyugalmazott főbíró, Wajihuddin Ahmed, vitatta a Legfelső Bíróság illetékességét, megkérdőjelezte, hogy az alkotmány lehetővé teszi-e a hadsereg tagjának, hogy induljon az elnöki tisztért. Erre azért volt szükség, mert Musarraf töltötte be mind az elnöki, mind a hadsereg parancsnoki posztját.
Erre válaszolva a Legfelső Bíróság megengedte, hogy a választás az előre eltervezett ütemben folyjék, azonban megtiltotta a választási megbízottnak, hogy a végső ítélet meghozataláig végeredményt hirdessen. Ennek hatására az egyetlen ellenzéki, párt, a Pakisztáni Néppárt tiltakozásul kivonult a parlamentből. Az egyetlen még versenyben lévő ellenzéki jelölt szintén bojkottálta a választást. Október 6-án az elnökválasztáson Musarraf a parlamentben és a helyi közigazgatás vezető szerveinél leadott szavazatok 98%-ának megszerzésével ismét elnök lett.
Míg a Legfelső Bíróság Musarrafnak a választáson indulásra való alkalmasságát tárgyalta, aközben bejelentették, hogy a meghallgatást az egyik tiszteletreméltó tag személyes elfoglaltsága miatt november 12-éig el kell halasztani. November 2-án a bíróság a szünetről szóló döntését visszavonta, és bejelentette, hogy a következő hétfőn, november 5-én újra összegyűlnek, hogy ezt az ügyet gyorsan befejezzék. Ez annak a hatása, hogy számos kritikus úgy ítélte meg, a bíróság késlekedése hozzájárul Pakisztán általános instabilitásához. A november 12-i időpont szűk, három napos határidőt hagyott volna Musarraf november 15-én lejáró elnöki megbízatásának végéig.
A 2008-as pakisztáni választásokat előreláthatólag 2008 februárjában, az előre eltervezettnél mindössze egy hónappal később tartják meg.
A szükségállapot kihirdetése előtt Malik Qayyum igazságügy-miniszter Musarraf képviseletében bejelentette, hogy a kormány nem tervezi hadi törvények bevezetését.
Azt gondolták, és ezt Musarraf egyik szövetségese később el is ismerte, hogy az egyik bíró kiszivárogtatta, hogy ha a bíróság dönteni tudott volna, annak eredménye megtiltotta volna Musarraf indulását.

## A szükségállapot kihirdetése
Mielőtt a bíróság meg tudta volna hozni határozatát, Pervez Musarraf tábornok, mint a fegyveres erők parancsnoka, a katonai vezetőség nevében 2007. november 3. este kihirdette a szükségállapotot. és ideiglenes alkotmányos rendelkezést bocsátott ki, mely felváltotta az országban addig érvényben lévő alkotmányt. A pakisztáni alkotmány abban az esetben teszi lehetővé a pakisztáni elnök számára szükségállapot kihirdetését, amennyiben meg van győződve arról, hogy az ország számára elviselhetetlen terhet jelentő veszély fenyeget. Abban az esetben, ha Pakisztán elnöke szükségállapotot hirdet ki, ezt a döntést a pakisztáni törvényhozásnak 30 napon belül jóvá kell hagynia. Azonban Musarraf (aki mind az elnöki, mind a hadsereg főparancsnoki címét egyszerre betölti), ezt a rendeletet a hadsereg vezetőjeként bocsátotta ki, és erről az esetről az alkotmány nem rendelkezik. Az állami irányítású Pakisztáni Televízió Társaság egy rövid bejelentésben azt közölte, hogy „A fegyveres erők főparancsnoka (Musarraf tábornok) szükségállapotot hirdetett ki, és ideiglenes alkotmányos rendelkezéseket léptetett életbe. " A bejelentés helyi idő szerint 6:10-kor hangzott el, és semmilyen további információt nem adott. A rendelkezés értelmében az ország alkotmánya, míg az országos kabinet vissza nem állítja, hatályon kívül van, és a bíróknak az alkotmányra ismét fel kell esküdniük. Azok, akik megtagadják, őket elbocsátják.

### A legfelső Bíróság határozata
2007. november 2-án Aitzaz Ahsan ügyvéd benyújtott egy indítványt a Pakisztáni Legfelső Bírósághoz, hogy az korlátozza a kormányjogát a haditörvények bevezetése tárgyában. Erre az indítványra a Legfelső Bíróság november 3-án kibocsátott egy rendelkezést, mely megtiltotta szükséghelyzet kihirdetését. Ezt a rendelkezést a hadsereg legfelső parancsnoka az egész ország területén hatálytalannak nyilvánította.

### Események a szükségállapot idején
A pakisztáni közvélemény általában közömbös maradt a politikusok és az aktivisták felhívását illetően, amelyek a kormány és a szükségállapot bevezetése elleni utcai tüntetésre szólítottak fel. Így nem lehetett nagy számú tüntetővel találkozni a szükségállapot idején, és a közvélemény mindvégig némán figyelte a megmozdulásokat.
Iszlámábád:A nemzetközi közvetítéseket és a helyi telefonokat néhány területen blokkolták. Ezen felül akadályokat és szögesdrótokat emeltek a főváros több pontján.
Aitzaz Ahsan, a Pakisztán Néppárt egyik tagját, ügyvédet, a Legfelső Bíróság Tanácsának az elnökét otthonában letartóztatták. Az ellenzék vezető alakjait és magas beosztásban lévő bírákat is házi őrizetben tartottak. A bejelentések szerint mindegyikük csupán néhány napig volt fogságban.
A volt krikettjátékost, az Igazságért Mozgalom Párt elnökét, Imrán Hán, a Pandzsáb Egyetemnek az ellenzéki Jamaat-e-Islamihoz tartozó hallgatók adták át a rendőrségnek. Ez a szervezet Imrán Hán szövetségese, mivel fellázadtak az ellen, hogy tüntetéseiken a politikai csoportok is képviseltessék magukat.
Pesavar
Az Afganisztánnal szomszédos Északnyugati Határterület központjában, Pesavarban katonai őrséget hoztak létre.
Sialkot
Az ellenzék vezetője, Khawaja M. Asif, a nemzetgyűlés tagja kevéssel a szükségállapot kihirdetését követően házi őrizetbe került. November 7-én a pakisztáni hadsereg parancsára tartóztatták le, és egy titkos helyre szállították. Khawaja Asif a Pakisztán Muszlim Liga egyik tagja. Ennek a pártnak a vezetője a száműzetésben élő Nawaz Sharif.
Karacsi
A Karacsi belső területeiről érkező jelentések szerint az ottani állapot békés, és nem különbözik semelyik másik hétvége hangulatától.
Dél-Pakisztán
A nacionalista ellenzéki vezetők, Mehmood Khan Achakzai és Qadir Magsi Pakisztán déli részén fogságban voltak.
Kvetta
A rendőrség öt ügyvédet itt is elfogott, akikről úgy tudni, Chaudhry rendíthetetlen hívei.
- BBC: 2007. november 3-án a BBC vitát nyitott a vészhelyzetről, és több mint 10.000, többségében a helyzetet kritizáló üzenet érkezett.BBC Archiválva 2011. július 17-i dátummal a Wayback Machine-ben
- 2007. november 5-e végéig több mint 3.500 embert tartóztattak le. Többségük ügyvéd, a polgári jogokat támogató szervezet vezetője, és politikai pártok tagjai voltak.[25] Azonban majdnem mindenkit hamar szabadon engedtek, és a szükségállapot végén minden letartóztatott kiszabadult. Az ENSZ emberi jogokkal foglalkozó megbízottja, Louise Arbour szintén elmondta, hogy a pakisztáni ENSZ-alkalmazottat, Asma Jahangirt a többi bírósági és politikai tisztségviselőhöz hasonlóan elvitték.[26] Az elhurcoltak döntő többségét két héten belül szabadon engedték, és a következő napokban a többieket is elengedték.
- Míg néhány pakisztáni száműzött 2007. november 3-át Pakisztán történelmének fekete napjának nevezte, (amikor Musarraf tábornok kihirdette a szükségállapotot Pakisztánban) ,  Archiválva 2014. április 13-i dátummal a Wayback Machine-ben, közben száműzött pakisztáni támogatta Musarraf döntését, hogy rövid időre szükségállapotot hirdet, és Londonban Musarrafot támogató felvonulásokat tartottak.[27] Ezen kívül Torontóban, Brüsszelben és több más nyugati nagyvárosban tartottak ilyen felvonulásokat.

## A nemzethez intézett beszéd
Vasárnap kora reggel Pervez Musarraf a szükségállapot kihirdetése óta először intézett beszédet a pakisztáni néphez. A beszédet a pakisztáni állami televízió sugározta. Itt a beszéd szó szerinti fordítása olvasható:
Ma azért intézek beszédet Önökhöz, mert az ország az ország rossz irányba fordult, belföldi krízis és egymás közötti megosztás borult országunkra.
A nemzetek történelmében eljön a nehéz döntések ideje. Pakisztánnak most kell nehéz és fájdalmas döntést hoznia. Ha ezt a nehéz döntést nem hozzuk meg, az ország egysége veszélybe kerül. Mielőtt bármit is mondanék, kijelentem, minden döntésem Pakisztán érdekeinek szem előtt tartásával született.
Az egyéni érdekek fölött áll Pakisztáné. A nemzet is ugyanezt gondolja. A terrorizmus és a szélsőségek vették át az uralmat Karacsiban, Rawalpindiben, Sargodhában; a szélsőségesség az egész országban terjed. Minden, ami a határterületen történt, begyűrűzött az ország belsejébe is. Sajnálatos, hogy a szélsőségesek már elérték központját is.
Musarraf ezen kívül utalt Abraham Lincolnra, akiről azt mondta, hogy ő is eltörölt néhány jogot az amerikai polgárháború idején, hogy megvédje a nemzetet, s ez a cselekedet nagyba hasonlít ahhoz, mikor ő kihirdette a szükségállapotot Pakisztánban..
Musarraf kijelentette, hogy az elkövetkező választás időpontját nem befolyásolja a szükségállapot.

## Elnémított média
A szükségállapot kihirdetését a média blokkolása követte. A GEO TV-hez, és az Aaj tv-hez hasonló adókat betiltottak. Musaraff tábornok kiemelte, hogy ezek az adók zavart keltenek, nem vallós adatokat közölnek, és részt vettek a nemzet egységének megbontásában. A kormány olyan nemzetközi állomásokat is betiltott, mint amilyen a BBC és a CNN. A Geo an ARY televíziót felszólították, hogy fejezzék be a hírműsorok sugárzását. A Geo News azt jelentette, hogy a dubaji hatóságok felkérték a hálózat vezetését, hogy fejezze be a társaság a működését. A csatorna szerint erre nem volt semmi okuk, hogy ezt kérjék.
A kormány a Daily Telegraph brit újság három újságíróját kiutasította az országból, azt követően, hogy Musarraf tábornokot kurafinak nevezték. Ez utalás arra, amit Franklin D. Roosevelt mondott Nicaragua keménykezű, de amerikai támogatást élvező diktátorára, Anastasio Somoza Garcíára. Azonban ez kemény sértésnek számít Pakisztánban.
A felvilágosodás és modernizáció Pakisztánban elnyomás alatt van. . A felvilágosult és modern Musarraf kormánya politikáját "felvilágosult modernizációnak" nevezi. .
2007. november 21-én 2.000, a szükségállapot idején őrizetbe vett személyt szabadon bocsátottak, de a londoni Metro újság szerint mint 3.000 ember maradt ebből az időből még börtönben. A mostani támadások, melyek Puncsáb közelében egy 10 kilométeres útszakaszon történnek, s melynek nők is részesei voltak, s később harc alakult ki a helyszínen az ország eltalibánosodását jelzi, amit Musarraf tagad. .
Musarraf kormánya olyan mérsékelt szervezetek tagjait elfogatta, mit amilyen az emberi jogi aktivisták vagy az ügyvédek .
A Geo TV-hez hasonló csatornák, a műholdvevők és dekódoló eszközök betiltása azt a képet mutatja, mintha Musarraf kormánya eltalibánosodna, .

## Gazdasági hatásai
Először a Karacsi Értéktőzsde reagált az eseményekre. Itt az árfolyamok a szükségállapot első napján több mint 4,6%-ot estek.
Az Egyesült királyságban székelő befektetők 26,27 millió dollárt, míg az amerikai székhelyű befektetési társaságok 51.93 millió dollárt vontak ki a karacsi tőzsdéről. Becslések szerint a szükségállapot ideje alatt 235 millió dollár tőke hagyta el a karacsi tőzsdét.
A Standard & Poor's Minősítő Részlege szintén átértékelte előrejelzéseit az ország hosszú távú, külföldi és helyi pénznemben felvett hiteleinek visszafizetési képességével kapcsolatban. A minősítés stabilról negatívra változott.
A holland kormány a szükségállapot kihirdetésére válaszul befagyasztotta a Pakisztánba irányuló fejlesztési segélyek folyósítását. A fejlesztési miniszterhelyettes, Bert Koenders úgy döntött, hogy visszatartja a még fennmaradt, 2007-ben esedékes 15 millió eurót.

## Reakciók

### Pakisztánban

#### Pakisztán népe
A pakisztániak többségét nem hozták lázba az őket utcára szólító felhívások. A közembereket nem nagyon érintette a rendelet. Csak a politikailag aktívak vettek részt a tüntetéseken. Sok olyan ügyvéd is kivonult az utcákra, akik már régebben is részt vettek tüntetéseken. Azonban meg kell jegyezni, hogy most több száz ügyvéd börtönben volt. Valamint az ügyvédek túlnyomó része a nemzet többségével bojkottálta a Legfelső Bíróságot. Az ellenzéki pártok és az ügyvédek többsége csatlakozott a demonstrációhoz. A legnagyobb tüntetés november 5-én volt, mikor 2000 ügyvéd vonult fel Lahor utcáin.

#### Ellenzéki vezetők
Imrán Hánt házi őrizetben tartották. Azonban sikerült kiszöknie és egy sajtótájékoztató után Lahorben részt vett egy diákrendezvényen. Az állítólag a Jamaat-e-Islamihoz tartozó hallgatók elfogták, és a rendőrség terrorizmus vádjával letartóztatta, mivel azt mondta az embereknek, hogy lázadjanak fel, és buktassák meg a kormányt. November 19-én cellájában, bejelentette, hogy egészen addig éhségsztrájkot fog tartani, míg az elbocsátott bírókat vissza nem helyezik állásaikba, és a szükségállapot véget nem ér. Volt felesége, Jemima Khan és gyermekei Londonban kisméretű tüntetést szerveztek Londonban, a Pakisztáni Nagykövetségnél. 2007. november 21-én szabadon engedték, aminek az volt a feltétele, hogy pártja, a Mozgalom az Igazságért (Tehreek-e-Insaaf) nem vesz részt a soron következő választáson. Imrán Hán ennek a pártnak az egyetlen képviselője, s jelenlegi támogatottsága 0,8%.
Az AP azt jelentette, hogy Benazír Bhuttót a repülőtéren szlogeneket daloló támogatók fogadták. Miután néhány órán keresztül saját repülőgépén volt, autóval hazavitték Karacsiba. Útján több száz szimpatizáns kísérte. November 8-án Bhuttót a pakisztáni kormány házi őrizetbe helyezte.
Egy nap múlva vége lett az őrizetnek. Benazir Bhutto azt mondta, hogy a választás 2008. február 15-i időpontja túl bizonytalan, és tervezte egy hosszú menet megtételét kocsival Pakisztán körül. Régebben ugyanígy kampányolt Nawaz Sharif ellen. A hadsereg figyelmeztette, hogy a későbbi bombatámadások kockázata miatt nem tegye ezt, November 12-én egy hétre ismét házii őrizetbe helyezték. Musharraf 2008. január 9-ét nevezte meg a választás időpontjának. Bhutto ezt ellenezte, mivel túl közel van az időpont a szükségállapot végéhez. Végül az elnöknőt kiengedték a házi őrizetből, de a Daily Jang 2007. november 20-i száma arról számolt be, hogy Mohammed Qayyum igazságügy-miniszter azt mondta, már öt indítvány érkezett, hogy vonják vissza mentelmi jogát, mely megakadályozza, hogy ellene korrupció miatt vádat emeljenek. Ezek szerint az iratok szerint csak a bíráknak van joguk mentességet adni, és nem Musharraf elnöknek. Qayyum azt mondta, lehet, hogy ezek az indítványok sikeresek lesznek. Bhutto november 25-én kitöltötte a január 8-i elnökválasztásra szóló jelölőlapját, de nem nyilatkozott, hogy bojkottálja-e azt.
A volt miniszterelnök, Nawaz Sharif azt mondta, hogy: "A szükségállapot kihirdetése a terrorizmus egy másik formája." A volt miniszterelnök pártjának jelenlegi vezetője, Javed Hashmi, akit szintén letartóztattak, a következőt nyilatkozta: "A nép fog győzni. A tábornokok veszítenek. Meg kell adniuk magukat." November 23-án a Guardian megírta, hogy Nawaz Sharif visszatérne Pakisztánba, miután a szaúdi király, közölte Musharaffal, hogy nem kívánják tovább Szaúd-Arábiában tartani. Sharif feleségével, Kulsoommal és testvérével, Shabazzal együtt érkelezett november 25-én egy szaúdi géppel Lahorébe. Azt, mondta, reményei szerint visszaállítja a demokráciát a diktátori hatalomból, de nem mondta meg, hogy bojkottálja-e a januári választásokat. Bhutto sdsem mondott semmit erről a témáról, de ő már kitöltötte a jelentkezési lapot. Sharif ezt a megérkezését követő napon tette meg, de azt mondta, Musharraf alatt nem lesz miniszterelnök.
Az információs államminiszter, Tariq Azim Khan a televízióban azt nyilatkozta, hogy a januárra meghirdetett választásokat határozatlan időre elnapolhatják. Musharraf elnök később bejelentette, hogy a választást február közepén tartják.

#### Bírák
Az új Ideiglenes Alkotmányos Rendelkezés megköveteli a bíráktól, hogy ismét esküdjenek fel Musharrafnak. Többen ezt megtagadták, köztük a Legfelső Bíróság 15 tagja. Ráadásul a többi területen is csak egy részük tett esküt: Pandzsábban 31-ből 12-en, Szindh-ben 27-ből 4-en, az Északkeleti Területeken 15-ből 7-en és Beludzsisztánban 11-ből 5-en ismételték meg az esküt.
November 6-án Pakisztán főbírája, Iftikhar Chaudhry, aki házi őrizetben volt, telefonon keresztül egy 500 ügyvédből álló csoporttal beszélt. Nyilatkozatában azt mondta, hogy az alkotmány "darabokra hullott", amit az emberek felszedhetnek, és ismét megalkothatják. Hozzátette, hogy míg őrizetben van, azalatt is nemsokára társul hozzájuk.
Azt állították, hogy a kormány megzsarolta a bírákat, s így lett olyan, aki letette az esküt az új ideiglenes alkotmányra. A 11 bíró közül legalább háromnak videófelvételt küldtek, hogy vagy engedik Pervez Musharrafot indulni a választáson, vagy visszavonják megbízásukat.
Nagyjából hatvan bíró tagadta meg az eskütételt az új ideiglenes alkotmányra, mely kimondja, hogy egyetlen kormányzót sem lehet elítélni, még akkor sem, ha bűnösnek találják.
2007. november 20-án azt közölte a Daily Ja, hogy az új Legfelső Bíróság öt olyan indítványt utasított el, mely megkérdőjelezte, Musharraf valóban lehet-e elnök. A hatodik kérvényt akkor még tárgyalták. A Pakisztáni Polgári Párt egyet ezen felül visszavont, mivel nem ismeri el az új testületet. A Bíróság megfélemlítette azokat az ügyvédeket, akik nem ismerik el, hogy visszavonja az ő engedélyeiket. A Legfelső Bíróság tele emberekkel; nem szokatlan látvány. Ezt megelőzően Musharraf Iftikar Chaudhryt nevezte meg jelöltjeként, s az előző miniszterelnök, Nawaz Sharif is a szimpatizánsokhoz csatlakozott.

#### Vallási vezetők
Qazi Hussain Ahmed Lahor egyik külvárosában tartott beszédében ellenállásra szólított fel, hogy a katonai önkényt száműzzék az országból. A beszédet 200.000 követője figyelte. Ő a MMA, egy Musharraffal szemben álló vallási párt iszlám vezetője.

#### Az ügyvédi társadalom ellenállása
Az eltávolított főbíró, Iftikhar Muhammad Chaudhry összehívta a bírákat országszerte, hogy november 11-én dacolva a gumibottal felszerelkezett rendőrökkel, tüntessenek azellen, ahogy Pervez Musharraf kihirdette a szükségállapotot.
"Menjenek ki Pakisztán minden sarkára, és adják át az üzenetet, hogy ez az áldozathozatal ideje. Iftikhar Muhammad Chaudhry, aki Iszlámábádban házi őrizetben volt, mobil telefonon a következőt mondta: "Ne féljenek!. Isten segít nekünk, és egyszer eljön az a nap, mikor a legfelsőbb parancs az alkotmány lesz, és hosszú ideig nem diktátor uralmon."
Több állami szintű intézmény vezetőjét a szükségállapot kihirdetése után azonnal őrizetbe vették. Ennek eredményeképpen a pakisztáni ügyvédi kar országos sztrájkot hirdetett november 5-ére a szükségállapot kihirdetése miatt.

### Nemzetközi reakciók

#### Ázsia
- Afganisztán – A külügyminisztérium szóvívője, Sultan Ahmad Baheen azt mondta: "A pakisztáni biztonsági helyzet közvetlen kihatással van az afganisztáni helyzetre és viszont. … Komolysággal és nagy aggodalommal kísérjük figyelemmel, mi történik Pakisztánban. Stabilitást és békét akarunk szomszédunknál."[46]
- Banglades – Banglades ideiglenes külügyminisztere, Iftekhar Ahmed Chowdhury azt mondta:, "Baráti országként, Banglades Banglades szorosan követi a pakisztáni fejleményeket. Azonnal tudjuk, amint történik valami ott." "Azonban reméljük, ez semmilyen egyensúlytalansághoz nem vezet"[47]
- Kína – A kínai külügyminisztéium szóvivője, Liu Csiencsao a következő nyilatkozatot hozta nyilvánosságra: "Aggódunk a Pakisztánban kialakult helyzet miatt, és reméljük, hogy Pakisztán népe és kormánya képes lesz problémái megoldására."[48]
- Hongkong – A hongkongi Külügyi Hivatal emlékeztette a hongkongi lakosokat, hogy Pakisztánba utazásukkor vigyázzanak személyes biztonságukra, és legyenek mindig naprakészek az ottani történéseket tekintve. A hivatal szóvivője a kormány a jövőben is szorosan nyomon követi a helyzetet.[49]
- India – India óvatosan válaszolt a pakisztáni krízisre, és kifejezte abbéli vágyát hogy a két ország közötti béketárgyalás a politikai fordulat miatt nem szakad meg.[50] Voltak olyan jelentések is, melyek szerint India győzte meg Musharrafot az erősebb fellépés szükségességéről az iszlám fegyveresek, elsősorban a Kasmírban tevékenykedők ellen.[51] Az indiai kormány a külügyi kapcsolatok minisztériumának szóvivőjén, Navtej Sarnán keresztül a következő nyilatkozatot hozta nyilvánosságra: "Sajnáljuk Pakisztánt, mivel az most nehéz időknek néz elébe. … Reméljük a helyzet hamarosan rendeződik Pakisztánban, s ez lehetővé teszi, hogy a stabilitás és a demokrácia folytatódjék az országban "[52] India külügyminisztere, Pranab Mukhárdzsi találkozott Manmohan Singh miniszterelnökkel, és röviden tájékoztatta a helyzetről. There were concerns that certain "Jihadi elements" might sneak into neighboring India to escape the crackdown in Pakistan. India responded to these concerns by increasing vigilance at the International Border and line of control.[53]

#### Európa
- Franciaország – A francia külügyminiszter felkérte Musharrafot, hogy kezdjen politikai megbeszéléseket és tartsa tiszteletben a törvények hatalmát.[46]
- Németország – A német gazdasági együttműködésért és fejlesztésért felelős miniszter szóvivője, Markus Weidling azt mondta, hogy "a fejlesztési együttműködési programok – mint amilyen az energiaprogram – a jövőbeni fejlemények fényében átgondolást igényelnek, mely során szoros kapcsolatban kell lenni a többi nemzetközi partnerrel". Weidling hozzátette azt is, hogy "a polgári lakosság előnyben részesítése, főképp a nőké és a gyermekeké a jövőben is támogatást élvez, mindenféle megkötés nélkül"[54]
- Hollandia - Bert Koenders fejlesztésért és együttműködésért felelős miniszter bejelentette, hogy Hollandia be fogja fagyasztani a Pakisztánnak folyósított fejlesztési támogatást. Koenders hozzátette, hogy Musharraf lépése "drámai erőkoncentrálás, mely rossz a demokráciának, Pakisztán fejlődésének és népének egyaránt."[54]
- Norvégia – Jonas Gahr Støre norvég külügyminiszter egy sajtótájékoztatón fejtette ki Pakisztánnal kapcsolatos aggodalmait. Az a tény, hogy a szükségállapot megszegi a törvénykezés és a média szabadságát, ez a miniszter szerint sajnálatos. Azt állítja, hogy Norvégia, más országokkal együttműködve, azon fog dolgozni, hogy lehetővé tegye a tervezett pakisztáni választások lebonyolítását. Pakisztán mind határain belül, mind az instabilitással jellemezhető térségében nagy változások elébe néz. Ez teszi még szükségesebbé, hogy Pakisztánnak legitim és stabil kormánya legyen; mondta Støre.[55]
- Svédország – Carl Bildt külügyminiszter azt mondta, fontos, hogy a pakisztáni helyzetet komoly problémaként kezeljük, de hozzátette: "Csak a törvények hatalma és a demokrácia kiszélesítése az egyetlen békés fegyver a fundamentalizmus és a terrorizmus ellen."[56]
- Egyesült Királyság – David Miliband, külügyminiszter aggodalmát fejezte ki a szituációval kapcsolatban, és közölte, hogy alapvető fontosságú, hogy Pakisztán ragaszkodjék a szabad és méltányos választások megtartásához.[11] Az Egyesült Királyságnak már van szakértelme a szükségállapot deklarásában. Musharraf egyik segédje azt mondta: "Kezdetekben nyomást gyakorolt az USA és Britannia. Azonban később, mikor a kormány biztosította őket, hogy a választásokat időben megtartja, és az elnök leveszi egyenruháját, ezt követően nem volt ellenvetésük. ". A külkügyi iroda egyik embere kihangsúlyozta "semmiféle beleegyezésről nincs szó".[57]

#### Észak-Amerika
- Kanada – Maxime Bernier külügyminiszter azt mondta: "Ezek a fejlemények aláássák a demokráciát, az ítélkezés függetlenségét és azokat a szabad és méltányos választásokat, melyekhez Pakisztán népének joga van."[58]
- Amerikai Egyesült Államok – Az amerikai külkügyminiszter, Condoleezza Rice a szükségállapot kihirdetése előtt nem sokkal a következőt mondta: "Az amerikai kormány nem lesz abban partner, hogy az alkotmányt teljesen a maga érdekei szerint értelmezze akárki is…Pakisztánnak egy tiszta és igazságos választásra kell felkészülnie."[12] A szükségállapot kihirdetése után azt mondta, mélyen zavarba hozták a történtek. Rice a médiában hozzátette: "Pakisztánnak és népének is jól felfogott érdeke, hogy azonnal visszatérjenek az alkotmányos keretek közé, és minél előbb meg kell erősíteni, hogy választásokat tartanak minden párt részvételével az új parlament felállításáért, s ennek folyamán minden fél mérsékletet tanúsít, ami ebben az esetben nagyon bonyolult lehet." Ezalatt a Nemzeti Védelmi Tanács szóvivője, Gordon Johndroe a történteket "nagyon kiábrándítónak" nevezte, és hozzátette, hogy Musharraf "meg kell tartania azon ígéreteit, melyek szerint januárban szabad és igazságos választások lesznek, és még mielőtt ismét hivatalba lépne le kell mondania a hadsereg főparancsnoki posztjáról."[59][60] A szükségállapot kihirdetése előtti napon William J. Fallon admirális, a CENTCOM vezetője Pakisztánban volt, ahol találkozott Musharraffal, kivel a mindkét felet érintő témákról tárgyalt.[61] Az Egyesült Államok nem tervezi csapatok küldését Pakisztánba Pervez Musharraf bejelentését követően.[62] bár Robert Gates hadügyminiszter azt mondta, hogy az USA minden segítő programot áttekint.[63] Illetékesek úgy nyilatkoztak, nem valószínű, hogy az USA szankciókat léptet életbe.[64] November 5-én az USA bejelentette, hogy a jelenlegi politikai helyzet miatt elhalasztja éves védelmi megbeszélését Pakisztánnal.[63] Az amerikai külügyminiszter."Musharrafot" az USA egyik elengedhetetlen szövetségesének nevezte a terrorizmus elleni háborúban. November 8-án George Bush husz percen keresztül beszélt telefonon Pervez Musharraffal, s ezt a beszélgetést "nagyon őszinte megbeszélésnek" nevezett. Bush állítása szerint elmondta Musharrafnak, hogy a választásokat hamar meg kell tartani, és hogy le kell mondania a hadsereg lélről.[65]

2007. november 16-án az amerikai speciális küldött, John Negroponte, mikor Pervez Musharraffal és Ashfaq Kayanival (a fegyveres erők főparancsnokának helyettesével) találkozott, dicsérte a tábornok tetteit Pakisztánban és a szélsőségesek elleni fellépését. Hozzátette, hogy sürgeti a szükségállapot abbahagyását, és azt, hogy az ellenzék képviselői is részt vehessenek a választáson.

#### Óceánia
- Ausztrália – John Howard miniszterelnök felhívta Musharraf tábornokot, és önuralomra valamint a demokráciához való visszatérésre szólította fel. Howard később azt mondta "míg őszintén tisztelem és bámulom a terrorizmus ellen kifejtett erőfeszítéseit, azonban Ausztrália semmilyen módon sem támogathat semmi alkotmányon kívüli kívüli megnyilvánulást, csak olyat, ahol a törvény ereje érvényesül. Végezetül remélem, hogy a demokratikus múlt mihamarabb visszajön."[67]

#### Nemzetközi szervezetek
- Nemzetközösség Don McKinnon főtitkár mély aggodalmat ébresztő eseményként írta le a történteket, és azt mondta: "Ez egy rossz irányba tett lépés".[68] November 12-én a Nemzetközösség felkérte Pakisztánt, hogy november 22-én fejezze be a szükségállapotot, vagy megszüntetik tagságát a szervezetben.[69] November 22-én, mivel nem teljesítette az ország a követelményeket, megszüntették tagságát. A CMAG elismerte, hogy az elmúlt tíz nap során voltak arra utaló jelek, hogy Musharraf elnök lemond a katonaság éléről, és bebörtönzötteket is engedett szabadon, Pakisztánban a helyzet még mindig ellentétben áll a Nemzetközösség értékeivel.[70]
- Egyesült Nemzetek Szervezete - Louise Arbour, az ENSZ emberi jogi főmegbízottja aggodalmát fejezte ki a helyzet miatt, s megjegyezte, hogy Asma Jahangir ENSZ-tisztviselő szintén a politikai és bírósági okok miatt bebörtönzöttek között volt. A megbízott azt is megjegyezte, hogy az ENSZ-nek a kínzást és önkényt tiltó rendelkezései szükségállapot idején is érvényesek.[71]